# سورن ماردانیان
سورن هاکوبی ماردانیان (ارمنی: Սուրեն Հակոբի Մարդանյան؛  زادهٔ ۱۹۱۴ - درگذشته ۱۹۷۷) کارشناس علوم پرورشی  اهل ارمنستان بود.

## زندگی‌نامه
وی در ۱۹۱۴ در پاراواکار به دنیا آمد و از انستیتو دام‌پروری و دام‌پزشکی ایروان فارغ‌التحصیل گشت. وی برادر کوستیا ماردانیان بود. وی همچنین برندهٔ جوایزی همچون نشان پرچم سرخ کار و مدال کارگر ممتاز شده‌است. وی در ۱۹۷۷ در سن ۶۳ سالگی درگذشت.